# Liriomyza subpusilla
Liriomyza subpusilla este o specie de muște din genul Liriomyza, familia Agromyzidae. A fost descrisă pentru prima dată de Malloch în anul 1914.
Este endemică în Taiwan. Conform Catalogue of Life specia Liriomyza subpusilla nu are subspecii cunoscute.